# 朱松纯
朱松纯（英語：Song-Chun Zhu，1968年—），湖北鄂州人，计算机视觉专家，统计与应用数学家、人工智能专家。主要从事计算机视觉、模式识别等领域的研究。

## 生平
朱松纯于1991年毕业于中国科学技术大学计算机系，获学士学位。后赴美国留学，1996年获哈佛大学计算机博士学位，师从数学家戴维·芒福德。此后曾任教于斯坦福大学、俄亥俄州立大学。2002年起加盟加州大学洛杉矶分校，任统计系与计算机系教授，计算机视觉、认知、学习与自主机器人中心主任。2020年9月，朱松纯回到中国，筹建北京通用人工智能研究院（Beijing Institute for General Artificial Intelligence，BIGAI）同时担任清华大学与北京大学讲席教授，并任北京大学人工智能研究院院长。
此外，朱松纯还于2005年在其故乡湖北鄂州创办了民营研究院——莲花山视觉与信息科学研究院。
朱松纯因其在计算机视觉与模式识别领域的贡献而获得过许多奖项，包括三度问鼎国际计算机视觉大会马尔奖（2003年获奖，1999和2007年获荣誉奖）、2008年国际模式识别协会阿加沃尔奖（J.K. Aggarwal Prize）、2013年国际计算机视觉大会亥姆霍兹奖（Helmholtz Prize）、2017年国际认知科学学会计算建模奖等。马尔奖曾是计算机视觉领域的最高荣誉，它是该领域在20世纪80年代至90年代和21世纪初颁发唯一奖项，每两年评选一次。

## 创业经历
2017年7月，朱松纯教授在美国洛杉矶创立暗物智能科技DMAI，并于2018年底落户广州南沙。

## 美国国会调查
2024年1月17日，美国众议院美国与中国共产党战略竞争特设委员会主席麦克·加拉格尔宣布，他与美国众议院能源和商业委员会的共和党领袖对美国政府曾拨款资助朱松纯一事发起调查。议员们提到了《新闻周刊》2023年11月1日的一则调查报道。这则报道说，包括军方在内的联邦政府机构曾向朱松纯提供了至少3千万美元的联邦研究拨款。在朱松纯已经同时开始他在中国的研究事业后，有些拨款仍在继续。这些共和党众议员向加州大学洛杉矶分校、美国国家科学基金会和美国国防部发出信函，要求获取文件。這些议员認為，在与中共的地缘政治竞争不断加剧时期，停止联邦政府对中国人工智能开发的支持对国家安全来说至关重要。

## 家庭
朱松纯之女朱易是一名女子单人花样滑冰运动员。